# Hullabaloo
Hullabaloo (znane też jako Hullabaloo Soundtrack) – podwójne dwupłytowe wydawnictwo (2CD+2DVD) angielskiego zespołu rockowego Muse, wydane 1 lipca 2002 roku. Pierwszy dysk z zestawu CD zawiera wybór stron B (większość z Origin of Symmetry), w tym spowolnioną i lżejszą wersję singla "Hyper Music", pt. "Hyper Chondriac Music". Drugi dysk CD oraz DVD stanowią zapis koncertów grupy w hali Le Zénith w Paryżu z października 2001 roku.

## Lista utworów

### CD

#### Dysk 1: Soundtrack (wybór stron B)
1. "Forced In" – 4:18
2. "Shrinking Universe" – 3:06
3. "Recess" – 3:35
4. "Yes Please" – 3:05
5. "Map of Your Head" – 4:25
6. "Nature_1" – 3:39
7. "Shine Acoustic" – 5:12
8. "Ashamed" – 3:47
9. "The Gallery" – 3:30
10. "Hyper Chondriac Music" – 5:28

#### Dysk 2: Live (Le Zénith w Paryżu)
1. "Dead Star" – 4:11
2. "Micro Cuts" – 3:30
3. "Citizen Erased" – 7:21
4. "Showbiz" – 5:04
5. "Megalomania" – 4:36
6. "Dark Shines" – 4:36
7. "Screenager" – 4:22
8. "Space Dementia" – 5:32
9. "In Your World" – 3:10
10. "Muscle Museum" – 4:29
11. "Agitated" – 4:11

### DVD

#### Dysk 1: Live (Le Zénith w Paryżu)
1. "What’s He Building? (Intro)"
2. "Dead Star"
3. "Micro Cuts"
4. "Citizen Erased"
5. "Sunburn"
6. "Showbiz"
7. "Megalomania"
8. "Dark Shines" (tylko na wydaniu japońskim)
9. "Uno"
10. "Screenager"
11. "Feeling Good"
12. "Space Dementia"
13. "In Your World"
14. "Muscle Museum"
15. "Cave"
16. "New Born"
17. "Hyper Music"
18. "Agitated"
19. "Unintended"
20. "Plug In Baby"
21. "Bliss"

#### Dysk 2: Dokument
1. Dokument*
2. Interaktywna dyskografia/teledyski
3. Zdjęcia

- Dokument z drugiego dysku DVD trwa około 40 minut i przedstawia "pozascenowe przygody" zespołu w trakcie 2001 roku, z akompaniamentem stron B znajdujących się na Soundtracku.

## Twórcy

### Soundtrack
- Matthew Bellamy - śpiew, gitara elektryczna, piano, syntezator
- Christopher Wolstenholme - gitara basowa, wokal wspierający, krótko syntezator w kilku utworach
- Dominic Howard - perkusja, instrumenty perkusyjne

### Live
- Matthew Bellamy - śpiew, gitara elektryczna, piano, inżynier dźwięku, miksowanie
- Christopher Wolstenholme - gitara basowa, wokal wspierający, gitara elektryczna
- Dominic Howard - perkusja, instrumenty perkusyjne, miksowanie

## Wideografia
- "Dead Star" - Thomas Kirk (17 czerwca 2002)
- "In Your World" - Matt Askem (17 czerwca 2002)

## Notowania

### Album
| Rok  | Kraj            | Pozycja |
| ---- | --------------- | ------- |
| 2002 | Francja         | 9       |
| 2002 | Wielka Brytania | 10      |
| 2002 | Szwajcaria      | 12      |
| 2002 | Holandia        | 23      |
| 2002 | Norwegia        | 26      |
| 2002 | Austria         | 27      |
| 2002 | Belgia          | 28      |
| 2002 | Australia       | 38      |

### Singel
| Rok  | Nazwa                     | Lista            | Pozycja |
| ---- | ------------------------- | ---------------- | ------- |
| 2002 | "Dead Star/In Your World" | UK Singles Chart | 13      |